# تشارلز بينغهام بينروس
عمل تشارلز بينغهام بينروس (1 فبراير 1862- 28 فبراير 1925)، وهو أمريكي الجنسية، كطبيب نسائي وجراح وعالم حيوان وداعٍ للحفاظ على البيئة، واشتهر باختراعه نوع من أنابيب التصريف الجراحية الذي سمي بمنزح بينروس نسبةً إليه. عمل بينروس كأستاذ في جامعة بنسلفانيا، وكتب عدة طبعات من الكتب الأكاديمية المتعلقة بالمشاكل الطبية لدى النساء، وعُيِّن زميلًا في الجمعية الأمريكية لتقدم العلوم.
كان بينروس، المولود في فيلادلفيا، نجلًا لأستاذ في كلية الطب، ومن إخوته السناتور الأمريكي بوسز بينروس، ومهندس التعدين ريتشارد ألكسندر فوليرتون بينروس، المعروف باسم ديك بينروس أيضًا، والجيولوجي سبنسر بينروس. تزوج تشارلز، حفيد السياسي البارز تشارلز بينروس، امرأة من عائلة دريكسل الثرية القاطنة في نفس المدينة. حصل بينروس على شهادتي دكتوراه بشكل متزامن، وهما: شهادة طبية من جامعة بنسلفانيا ودكتوراه في الفيزياء من كلية هارفارد.
بعد الانتهاء من تدريب الإقامة في مستشفى بنسلفانيا، أسس بينروس أول مستشفى للنساء في فيلادلفيا وأصبح أستاذًا في جامعة بنسلفانيا. اهتم بينروس بفكرة تسهيل تصريف الموقع الجراحي لمرضى جراحة البطن، لكنه خشي من مخاطر استخدام وسائل التصريف التي كانت متوفرة في أواخر القرن التاسع عشر، وهذا ما قاده إلى ابتكار منزح بينروس، وهو أنبوب طري صنعه من الواقي الذكري بعد إزالة طرفه.
غادر بينروس ولاية بنسلفانيا متوجهًا إلى وايومنغ، بعد إصابته بمرض السل في عام 1891، على أمل أن يساعده التغير المناخي في استعادة صحته. أثناء وجوده في وايومنغ، انخرط بينروس في حرب المراعي المعروف باسم حرب مقاطعة جونسون. قبض عليه بعد وفاة اثنين من سارقي الماشية، كما زعم، ولكن صداقته مع حاكم ولاية وايومنغ كانت السبيل الوحيد الذي حال دون إعدامه. بالعودة إلى فيلادلفيا بعد النزاع آنف الذكر، كتب بينروس مذكرة بعنوان: أعمال سارقي الماشية، عن الفترة التي قضاها في وايومنغ. على مدار العقدين الأخيرين من حياته، وجه بينروس الكثير من اهتمامه لعلم الحيوان وقضايا حفظ البيئة. أنشأ مختبرًا لعلم الحيوان في حديقة حيوانات فيلادلفيا، وهو المختبر الأول من نوعه ضمن حديقة للحيوان في الولايات المتحدة.

## مساهماته كجراح

### منزح بينروس
في أواخر القرن التاسع عشر، انقسم الجراحون حول ما إذا كان ينبغي استخدام أنابيب التصريف بشكل متكرر أم لا في جراحة البطن. كان بينروس مؤيدًا للمبدأ الذي يقول: عندما تشك بشيء ما، الجأ إلى التصريف. قدم بينروس عرض تقديمي حول هذا الموضوع أمام الجمعية الطبية الأمريكية في عام 1889. كانت معظم أنابيب التصريف الجراحية آنذاك مصنوعة من الشاش أو الزجاج. يمكن لمثل هذه المصارف أن تلتصق بالأنسجة المحيطة في البطن، لذلك تحتمل إزالتها خطر إصابة الأمعاء أو الأنسجة الأخرى. في عام 1890، صمم بينروس أنبوب تصريف مطاطي مصنوع من الواقي الذكري بعد إزالة ذروته. أصبح منزح بينروس أنبوب التصريف الجراحي السائد إلى حين ابتكار التصريف بالشفط في خمسينيات القرن الماضي.

### مستشفى نسائي
شارك بينروس ووالده في تأسيس مستشفى للنساء، إذ افتتحا في يناير 1888 أول مستشفى مخصص للنساء في فيلادلفيا. شغل بينروس منصب كبير الجراحين في المستشفى، بينما شغل والده منصب المدير. استخدم المستشفى منزلًا صغيرًا في شارع تشيري، ثم انتقل إلى منزل بالقرب من تقاطع شارع هاميلتون وشارع 18 في 1 أبريل. وفي عام 1891، استقر المستشفى بشكل دائم في العنوان 247 شمالًا في الشارع 18. عمل بينروس وجوزيف برايس كجراحين معالجين حتى أواخر عام 1890، عندما استقال برايس وحل محله ديفيد هايز أغنيو.
في عام 1901، تعرض المستشفى لانتقادات من صحيفة التايمز، فرع فيلادلفيا، في مقال دقق في استخدام المبلغ الذي قدمته الدولة دعمًا لمستشفيات فيلادلفيا على مدى 30 عام، والذي يقدر بثلاثة ملايين دولار. انتقد المستشفى لتلقيه 175000 دولار منذ عام 1889، على الرغم من استحالة معرفة ما إذا كان المستشفى قد عالج مريضات فقيرات لقاء ذلك، ويعتبر عمل شقيق بينروس كعضو في مجلس الشيوخ سببًا إضافيًا لانتقادات كهذه.
ظل بينروس مرتبطًا بمستشفى أمراض النساء هذا مدى حياته. في 1924، وكرئيس لمجلس إدارة المستشفى، أوصى بينروس بالتخلي عن المنشأة، لأنها كانت ممتلئة بنسبة 10% فقط من سعتها. في العام التالي، اندمج المستشفى مع مستشفى جامعة بنسلفانيا.

### حرب مقاطعة جونسون
بينما كان يتعافى من مرض السل في نادي شايان، وافق بينروس على العمل كجراح في غزو قادته مجموعة من مربي الماشية تدعى رابطة مزارعي الماشية في وايومنغ. كان الرجال يردون على التهديدات المتوقعة التي يشكلها الغازون بعمليات صغيرة. أصبح الصراع هذا معروفًا باسم حرب مقاطعة جونسون. كان بينروس صديقًا للروائي أوين ويستر، الذي تعتبر رواية الفرجيني أكثر أعماله شهرةً، وهي نسخة خيالية من أحداث حرب مقاطعة جونسون. كتب بينروس رسالة إلى ويستر أثناء فترة الصراع، وبفعله ذلك، ربما يكون قد ألهم أكثر السطور شهرةً في رواية الفرجيني (يا ابن الـ.....). كتب بينروس في رسالته أنه خلال الشهرين الماضيين، كان لفظ ابن العاهرة التعبير المفضل في هذه المنطقة. تمر وايومنغ بمرحلة ابن العاهرة من حضارتها، ولا تستطيع المضي قدمًا بدونها بقدر أكبر من عدم قدرتها على المضي قدمًا بدون الوهق والميسم.
عندما تعرض اثنان من سارقي الماشية، كما زُعم، نيت شامبيون ونيك راي، لكمين وقتلا من قبل مجموعة من رعاة الماشية، كان بينروس من بين المشتبه بهم المعتقلين. نقل حينها إلى دوغلاس في وايومنغ، حيث كان الإعدام دون محاكمة موجودًا لفترة وجيزة. تدخل الحاكم باربر، الذي كان أيضًا صديقًا قديمًا لمربي الماشية، وأعاد بينروس إلى نادي شايان مع حارس أمريكي وأمر بالمثول أمام القضاء. وفي النهاية، تبرأ بينروس من هذه التهمة.
في عام 1914، كتب بينروس مذكراته، أعمال سارقي الماشية، ساردًا الأحداث في وايومنغ في تلك الفترة. كتب المؤلف جون ويليام ديفيس أن رواية بينروس ذات قيمة خاصة، لأن بينروس لم يكن على دراية كاملة بالآراء الرسمية التي تبنتها مجموعة مربي الماشية. ردد بينروس بعض الخرافات التي آمنت بها هذه المجموعة على نطاق واسع، كفكرة وجوب قتل كاتل كيت من أجل مصلحة البلاد. ومع ذلك، أعرب بينروس أيضًا عن أفكار تختلف عن تلك التي يتبناها رجال الرابطة، كالاعتراف بأن غزاة الماشية قد بدأوا نشاطهم شمالًا، لاستهداف 70 شخص محدد، ومن بينهم نيت شامبيون.